# ヘイベイビー (フォーリーブスの曲)
「ヘイベイビー」は、1974年4月1日にCBS・ソニー（現：ソニー・ミュージックレーベルズ）から発売されたフォーリーブスの23枚目のシングルである。

## 収録曲
1. ヘイベイビー
作詞：宮下康仁　作・編曲：都倉俊一
2. ひとつぶの幸福
作詞：宮下康仁　作・編曲：都倉俊一